# Isomaltasa
La isomaltasa es una enzima que convierte la isomaltosa (disacárido) en las dos glucosas de las que está compuesta. Está presente en intestino delgado, en el borde de cepillo de las vellosidades intestinales.
La ausencia de isomaltasa provoca una enfermedad denominada intolerancia a la isomaltosa, de difícil diagnóstico, muchas veces relacionada con la intolerancia a la sacarosa.
Pertenece a la familia de las disacaridasas, que son las enzimas que se encargan de romper los disacáridos en los monosacáridos que los forman.
- Datos: Q76876150